# 昭阿努之乱
昭阿努之亂，或稱昭阿努起義，是萬象王國國王昭阿努起兵反抗暹羅拉達那哥欣王國的戰爭。
1826年，萬象國王舉兵反抗暹羅的統治，終結暹羅對萬象的宗主權，並試圖恢復歷史上的瀾滄王國。占巴塞王昭約是昭阿努的兒子。1827年，萬象與占巴塞的聯軍向南前進，隨後向西穿過呵叻高原，進軍沙拉武里。此地距離暹羅首都曼谷只有三天的旅程。暹羅軍隊迅速組織一場反攻，迫使寮國軍隊撤退。
暹羅軍隊隨即繼續向北，擊敗了昭阿努的軍隊。翌年，暹羅將領披耶·拉乍索巴瓦迪（越史稱醜頗禍移，後來的昭披耶·博丁德差）攻破萬象，洗劫了這座城市。暹羅送曼谷當人質的萬象副王提薩（邑麻曷）回國，監督其國內政。昭阿努向越南阮朝求援，越南明命帝派潘文璻、黎德祿、阮公近等人率軍，經過川壙（鎮寧）進入萬象王國接應昭阿努，將他及支持者安置在乂安。不過，越南對萬象與暹羅之間的戰爭持觀望態度，明命帝並非真心想要支援萬象。縱觀整場叛亂，越南軍隊從未與暹羅軍隊交鋒，而是坐視成敗。在送昭阿努回國的同時，明命帝命令黎德祿、阮公近在越南軍隊所到之處都詳細繪製地圖，描繪各地山川險阻之狀，派人送往順化。
1828年，昭阿努聲稱實力已經恢復，決定率領支持者回國。明命帝遣潘文璻、阮文春、阮科豪等人領兵護送他回國。在昭阿努回到萬象之後，潘文璻就領兵撤回越南。但昭阿努隨即又與暹羅發生衝突。隨後，暹羅再度派兵入侵萬象，佔領了這座城市。昭阿努戰敗逃跑，再度向越南求援。明命帝以昭阿努主動挑起事端為藉口，拒絕出兵援助。昭阿努被川壙王昭內擒獲，移交給暹羅，在送往曼谷的途中死去。占巴塞王昭約被貴族昭會逮捕，移交暹羅，後自殺身亡。
此次戰爭之後，萬象這座城市被暹羅徹底摧毀，其部眾被暹羅軍隊強制遷移到湄公河南岸，即今日泰國廊開府一帶。萬象王國自此不復存在。響應叛亂的占巴塞王國也被暹羅兼併。後來，暹羅立昭會為占巴塞國王，但占巴塞只是暹羅的附庸國。
逃脫的萬象王國部眾為求自保，向越南求救。越南以此為機會出兵寮國，強迫寮國的酋長們「自願歸附」，從而侵佔了寮國三分之二的領土，將其領土向西推進至湄公河岸邊。越南在寮國設置有七個府，分別是鎮靖府（今永珍）、鎮蠻府、鎮邊府（皆在今華潘省）、鎮定府（今甘蒙省）、樂邊府（今沙灣拿吉省）、鎮寧府（今川壙省）。其中鎮邊、鎮定兩府隸屬乂安，鎮蠻府隸屬清化。又設置甘露九州，劃歸廣治管轄。越南朝廷向這裡派遣駐軍，同時將罪犯流放到這裡進行開墾。但越南在寮國的統治不得人心。他們侵犯了寮國人的利益，引起寮國人的反抗，他們向暹羅求助。1829年，川壙王昭內密謀反抗越南，被逮捕處死。在1831年至1834年期間爆發的暹越戰爭中，這裡是暹、越雙方是爭奪地區之一。至1850年代，原先被越南控制的寮國領土已經全部被暹羅控制。